# Eli Brown
Pour les articles homonymes, voir Brown.
Eli Brown, né le 13 août 1999 à Eugene (Oregon), est un acteur américain. Il est notamment connue pour ses rôles dans les séries télévisées Pretty Little Liars: The Perfectionists et Gossip Girl.

## Filmographie

### Cinéma
- 2020 : Plus rien à f*** : Brett Blackmore[3]
- 2020 : Run Hide Fight : Tristan Voy[4]
- 2021 : Un homme en colère : Dougie

### Télévision
- 2019 : Pretty Little Liars : The Perfectionists : Dylan Walker (10 épisodes)
- 2020 : Spinning Out : Dave
- 2021 : Gossip Girl : Otto "Obie" Bergmann IV (13 épisodes)